# Hassan Bouizgar
Hassan Bouizgar est un footballeur marocain né le 15 juillet 1981. C'est un défenseur qui évolue actuellement aux Chabab Rif Al Hoceima

## Carrière
- 2007 - 2008 : Al Ta'ee Ha'il
- 2008 - 2009 : Olympique de Khouribga  Maroc
- 2009 - 2011 : FAR de Rabat  Maroc
- 2011 - : Moghreb de Tetouan  Maroc